# 卡羅琳·阿瑪莉埃 (黑森-卡塞爾)
卡羅琳·阿瑪莉埃（德語：Karoline Amalie，1771年7月11日—1848年2月22日），薩克森-哥達-阿爾滕堡公爵夫人，黑森選侯威廉一世的女兒。
1802年，卡羅琳·阿瑪莉埃與薩克森-哥達-阿爾滕堡公爵恩斯特二世的長子奧古斯特結婚。1804年恩斯特二世去世，奧古斯特與卡羅琳·阿瑪莉埃成為薩克森-哥達-阿爾滕堡公爵與公爵夫人。兩人沒有子女。